# ソビエト連邦の軍部大臣一覧

## ソビエト連邦陸海軍人民委員部
陸海軍人民委員：
- ニコライ・ポドヴォイスキー（ロシア語版）（1917年11月15日 - 1918年3月13日）
- レフ・トロツキー　（1918年3月14日 - 1925年1月25日）
- ミハイル・フルンゼ　（1925年1月25日 - 1925年10月31日）
- クリメント・ヴォロシーロフ　（1925年11月6日 - 1934年6月20日）

## ソビエト連邦国防人民委員部
国防人民委員：
- クリメント・ヴォロシーロフ　（1934年6月20日 - 1940年5月7日）
- セミョーン・チモシェンコ　（1940年5月7日 - 1941年7月19日）
- ヨシフ・スターリン　（1941年7月19日 - 1946年2月25日）

## ソビエト連邦海軍人民委員部
1937年国防人民委員部より分離され、1946年国防人民委員部とともに軍事人民委員部に統合された。
海軍人民委員：
- ピョートル・スミルノフ（ロシア語版）　（1937年12月30日 - 1938年6月30日）
- ミハイル・フリノフスキー　（1938年9月8日 - 1939年3月20日）
- ニコライ・クズネツォフ　（1939年4月28日 - 1946年2月25日）

## ソビエト連邦軍事人民委員部（1946年3月15日～ 軍事省）
国防人民委員部と海軍人民委員部を統合。
軍事人民委員：　【1946.3.15～ 軍事大臣】：
- ヨシフ・スターリン　（1946年2月25日 - 1947年3月3日）
- ニコライ・ブルガーニン　（1947年3月3日 - 1949年3月24日）
- アレクサンドル・ヴァシレフスキー　（1949年3月24日 - 1950年2月25日）

## ソビエト連邦陸軍省
軍事省を分割して陸軍省と海軍省を創設。
陸軍大臣：
- アレクサンドル・ヴァシレフスキー　（1950年2月25日 - 1953年3月15日）

## ソビエト連邦海軍省
軍事省を分割して陸軍省と海軍省を創設。
海軍大臣：
- イワン・ユマシェフ　（1950年2月25日 - 1951年7月20日）
- ニコライ・クズネツォフ　（1951年7月20日 - 1953年3月15日）

## ソビエト連邦国防省
陸軍省と海軍省を統合。
国防大臣：
- ニコライ・ブルガーニン　（1953年3月15日 - 1955年2月9日）
- ゲオルギー・ジューコフ　（1955年2月9日 - 1957年10月26日）
- ロディオン・マリノフスキー　（1957年10月26日 - 1967年3月31日）
- アンドレイ・グレチコ　（1967年4月12日 - 1976年4月26日）
- ドミトリー・ウスチノフ　（1976年4月29日 - 1984年12月20日）
- セルゲイ・ソコロフ　（1984年12月22日 - 1987年5月30日）
- ドミトリー・ヤゾフ　（1987年5月30日 - 1991年8月22日）
- ミハイル・モイセーエフ（ロシア語版）（代行）　（1991年8月22日 - 1991年8月23日）
- エフゲニー・シャポシニコフ　（1991年8月23日 - 1991年12月21日）